# フランス音楽研究グループ
フランス音楽研究グループ（フランスおんがくけんきゅうグループ、仏: Le Groupe de Recherches Musicales、G.R.M. 仏語での発音に基づくカナ転写は「ジェー・エル・エム」）は、フランスの音と音響、電子音楽に関わる音楽の研究機関。ピエール・シェフェールによって1958年に創設され、1960年には、フランス国営放送研究部門 (le Service de la Recherche de la RTF)に加わり、1975年には、フランス公共放送 (ORTF)の分裂に応じて、フランス国立視聴覚研究所 (INA)に統合された。

## 活動
制作、研究、フランス国立視聴覚研究所のアーカイブ運用を任務とする。
- 制作と編纂に関わる活動 - 音楽制作、ラジオフランスのための番組制作、ラジオフランス局施設内におけるコンサート・シリーズ『ミュルチフォニー』 (Multiphonies)の企画。

- 研究に関わる活動 - 音、音響の研究および社会学、美学領域における音楽の研究。アプリケーション・ツール GRM-Toolsおよび、次世代音響設備の開発。

- 資産に関わる活動 - 音響資産、アーカイブの保存と活用

1958年の創設以来、200人以上の作曲家が同組織で活動を行ってきており、ルチアーノ・ベリオ、クロード・バリフ、アンドレ・ブークーレシュリエフ、ディーター・カウフマン、ミッシェル・ルドルフィ、ジャン=クロード・リセ、アラン・サヴレ、デニス・スモーレイなどが挙げられる。

## 組織
作曲家、研究者、技術者が運営メンバーとして関わってきた。以下はその主な人物。
- ジャン＝フランソワ・アルイ
- フランソワ・ベイル
- エドガルド・カントン
- ミシェル シオン
- ロベール・コーエン＝ソラール
- フランソワ・ドゥラランドゥ
- ドゥニ・デュフール
- ベアトリス・フェレイラ
- リュック・フェラーリ
- イヴリーヌ・ガユ
- ジャック・ルジュンヌ
- ディエゴ・ローザ
- フランソワ＝ベルナール・マーシュ
- ベネディクト・マイリアール
- イヴォ・マレク
- ベルナール・パルメジャーニ
- ギュイ・レイベル
- ピエール・シェフェール
- ジャン・ジュヴァルツ
- ダニエル・テルッジ
- ヤニス・クセナキス
- クリスチャン・ザネジ